# Камберланд Хед (Њујорк)
Камберланд Хед (енгл. Cumberland Head) насељено је место без административног статуса у америчкој савезној држави Њујорк.

## Демографија
По попису из 2010. године број становника је 1.627, што је 95 (6,2%) становника више него 2000. године.
| Група             | 2000.         | 2010.         |
| Белци             | 1.465 (95,6%) | 1.555 (95,6%) |
| Афроамериканци    | 23 (1,5%)     | 7 (0,4%)      |
| Азијати           | 5 (0,3%)      | 9 (0,6%)      |
| Хиспаноамериканци | 14 (0,9%)     | 28 (1,7%)     |
| Укупно            | 1.532         | 1.627         |